# Tropenlehre
Die Tropenlehre ist ein von dem Komponisten Josef Matthias Hauer (1883–1959) entwickeltes Hilfssystem in der Zwölftonkomposition. Ihre gezielte kompositorische Anwendung nennt sich Tropentechnik.
Hauer versteht die von ihm gegen Ende 1921 entwickelten und so genannten 44 Tropen („Wendungen“, „Konstellationsgruppen“) als ein Ordnungssystem im musikalischen Zwölftonraum, mit dessen Hilfe es möglich ist, alle 479.001.600 Permutationen der 12 Töne (Möglichkeiten der Bildung von Zwölftonreihen) zu überschauen und durch die Zusammenfassung gemeinsamer Eigenschaften zu strukturieren und zu ordnen. Dabei verfährt Hauer grundsätzlich so, dass er die zwölf Töne in zwei beliebige Sechstongruppen unterteilt und deren Intervallverhältnisse betrachtet. Für eine „Trope“, die damit also nichts anderes ist als eine in diesem Sinne vorgenommene Kombination zweier sich zum chromatischen Total ergänzender Hexachorde, sind weder absolute Tonhöhen relevant noch eine bestimmte Anordnung von Tönen innerhalb der „Tropenhälften“, d. h. der Sechstongruppen. Auch ist die Reihenfolge der beiden Tropenhälften nicht zwingend, sie können beliebig untereinander vertauscht werden. Das Hauer’sche System erweist sich aufgrund von Berechnungen und durchgeführten systematischen Verfahren zur Herleitung der Tropen als vollständig und in sich geschlossen.

## Symmetrie als Grundlage der Tropenlehre
Der Inhalt und Sinn der Tropenlehre besteht in der Betrachtung der tropeneigenen Intervallverhältnisse mit dem Zweck der Gewinnung satztechnisch relevanter Erkenntnisse. Hier zeigen sich unterschiedliche Arten von Symmetrien und anderen signifikanten Intervallbeziehungen (z. B.: besondere Klangstrukturen) auf verschiedenen Ebenen, nämlich innerhalb der Hexachorde, zwischen den beiden Hälften einer Trope, aber auch zwischen ganzen Tropen. Tatsächlich gibt es keine einzige Trope, die nicht durch ihre Symmetrien beschreibbar wäre. Dadurch wird die Einteilung des Systems in Symmetriegruppen zweckmäßig.
Aufgrund der Kenntnis einer Trope und ihrer intervallischen Eigenschaften ist es möglich, Aussagen über alle aus ihr formbaren Zwölftonreihen zu treffen. Ebenso lässt sich dieses Wissen kompositorisch auf sehr vielfältige Art und Weise nutzen („Tropentechnik“). So lassen sich zum Beispiel Reihen mit besonderen formalen, harmonischen oder melodischen Eigenschaften bilden, was sich durch die Anwendung spezieller tropentechnischer Verfahren wiederum auf eine ganze Komposition übertragen lässt. Insgesamt kann die Kenntnis der Tropen eine genaue und plangemäße Prädetermination einer Komposition ermöglichen, welche die Rahmenbedingungen für die Umsetzung eines kompositorischen Konzeptes schafft. Ein derartiges „Konzept“ kann verschiedenartig und auf unterschiedlichen Ebenen ausfallen, sei es z. B. auf formaler Ebene (z. B.: Erstellung eines „Spiegelkrebskanons“), auf harmonischer Ebene (z. B.: die Verwendung nur bestimmter Klänge) oder auf melodischer Ebene (z. B.: Verwendung eines „Cantus firmus“) etc. … Es kann aber auch Kombinationen dieser Optionen beinhalten.
Die 44 Tropen werden in so genannten „Tropentafeln“ zusammengeschrieben. Eine Tropentafel ist eine Übersicht über die 44 Tropen und stellt optimalerweise bestimmte (oder möglichst viele) Eigenschaften der Tropen dar. Da die Anordnung der Töne innerhalb der Tropenhälften beliebig ist, gibt es ebenso viele mögliche „Tropenbilder“, d. h. notierte Visualisierung einer Trope, wie Tonanordnungen – und daher theoretisch nahezu unendlich viele verschiedene Tropentafeln. In der Regel bietet sich jedoch eine möglichst übersichtliche und musikalisch relevante Aspekte zeigende Tropendarstellung an. Grundsätzlich ist auch die Anordnung (Nummerierung) der Tropen auf einer Tropentafel unterschiedlich, doch hat sich die Nummerierung von Hauers Tafel vom 11. August 1948 aufgrund ihrer Brauchbarkeit und ihrer Verbreitung gegenüber den sonstigen bestehenden Möglichkeiten in der Praxis durchgesetzt.

### Kategorien der Tropen
Aufgrund ihrer Symmetrien lassen sich die Tropen in unterschiedliche Kategorien einteilen. Zur optimalen Erfassung dieser Symmetrieeigenschaften eignet sich eine Kombination aus einer ausschließenden und einer einschließenden Betrachtung. Insgesamt sind dabei zwei grundsätzliche Arten von Symmetrien unterscheidbar:
- Transposition von Intervallverhältnissen: Zwei verglichene Strukturen weisen, auf unterschiedlicher Tonlage, dieselben Intervallverhältnisse auf.
- Spiegelung (Umkehrung) von Intervallverhältnissen: Zwei Strukturen weisen, auf unterschiedlicher Tonlage, dieselben Intervallverhältnisse, aber in umgekehrter Richtung, auf.

Diese Symmetrien werden auf den drei bereits erwähnten Ebenen betrachtet:
- Verhältnisse zwischen Tropen (nur Spiegelung)
- Verhältnisse zwischen Hexachorden (Transposition und/oder Spiegel)
- Verhältnisse innerhalb von Hexachorden (Transposition und/oder Spiegel)

Die Betrachtung von Möglichkeiten einer Krebsbildung im Sinne einer Kategorie zur morphologischen Einteilung der Tropen wäre unzweckmäßig, da die beiden Hälften einer Trope ebenso wie auch die Töne innerhalb der Tropenhälften ja beliebig ausgetauscht werden können. So ist es möglich, innerhalb jeder Trope ihren eigenen Krebs zu bilden. Ebenso unzweckmäßig wäre es, eine Transposition als Verhältnis zwischen zwei ganzen Tropen zu betrachten, denn indem die Tropen durch ihre Intervallverhältnisse, nicht aber durch absolute Tonhöhen charakterisiert sind, ergibt jede beliebig transponierte Trope selbstverständlich wieder sich selbst.
Aus diesen oben nun angeführten Möglichkeiten der zwei Symmetrien auf diesen drei unterschiedlichen Ebenen ergeben sich folgende relevante Kategorien der Einteilung der Tropen:

### Betrachtungen auf Tropenebene
- Spiegelung zwischen zwei Tropen: Zwei Tropen stehen im Spiegel zueinander. Alle Tropen, die nicht durch eine andere Trope umkehrbar sind, können durch sich selbst umgekehrt werden. Der Hauer-Schüler Sokolowski spricht in diesem Fall von "Exosymmetrie".

18 Tropen = 9 Tropenpaare: Nr. 5–6, 15–16, 18–22, 19–21, 20–23, 24–25, 28–29, 31–33, 37–38;

### Betrachtungen auf Hexachordebene
- Spiegelung, aber keine Transposition zwischen zwei Hexachorden einer Trope: Beide Tropenhälften stehen zueinander im Spiegel, nicht aber in der Transposition. Sokolowski nennt diese Tropen "monosymmetrisch". – 13 Tropen: Nr. 2, 3, 9, 11, 12, 13, 26, 27, 30, 34, 39, 42, 43;
- Transposition, aber keine Umkehrung zwischen zwei Hexachorden einer Trope: Beide Hexachorde weisen dieselben Intervallverhältnisse zueinander auf, stehen zugleich aber nicht im Spiegel zueinander. – 2 Tropen: Nr. 28, 29; Diese beiden Tropen stehen zueinander im Spiegel.
- Spiegelung und Transposition zwischen den Hexachorden zugleich: Beide Hexachorde stehen zueinander im Spiegel und zugleich auch in der Transposition. – 6 Tropen: Nr. 1, 4, 10, 17, 41, 44;
- Die übrigen 23 Tropen, bei denen beide Hälften weder in der Transposition, noch im Spiegel zueinander stehen, sind entweder zueinander symmetrisch (8 Tropenpaare: Nr. 5–6, 15–16, 18–22, 19–21, 20–23, 24–25, 31–33, 37–38) oder sie weisen in sich spiegelsymmetrische Hexachorde auf (7 Tropen: Nr. 7, 8, 14, 32, 35, 36, 40), was Sokolowski "endosymmetrisch" nennt.

### Betrachtungen innerhalb eines Hexachordes
- Spiegelung, aber keine Transposition innerhalb beider Tropenhälften: Beide Hexachorde einer Trope sind in sich symmetrisch und können umgekehrt werden. Bei einigen Tropen sich hier ergebenden müsste jedoch ein Ton oktavverdoppelt werden. Es zeigt sich, dass es keine Trope gibt, bei der nur eine Tropenhälfte symmetrisch ist, die andere aber nicht. – 6 Tropen: Nr. 7, 14, 32, 35, 36, 40;
- Transposition, aber keine Spiegelung innerhalb beider Tropenhälften: In beiden Hexachorden einer Trope finden sich (drei-tönige) Klangstrukturen, die vom Rest der Töne innerhalb der Tropenhälfte, in der sie stehen, intervallgetreu transponiert werden können. – 11 Tropen: Nr. 2, 3, 9, 15, 16, 28, 29, 30, 34, 39, 42;
- Transposition und Spiegelung innerhalb beider Hexachorde: In beiden Hexachorden lassen sich sowohl transponierbare als auch umkehrbare Intervallstrukturen ausmachen. Es gibt keine Trope, in der diese Möglichkeit in nur einem einzigen Hexachord besteht. – 7 Tropen: Nr. 1, 4, 10, 17, 41, 44, aber auch Nr. 8;
- Transposition innerhalb eines Hexachordes: In einem Hexachord einer Trope findet sich eine in dieser Tropenhälfte transponierbare (dreitönige) Klangstruktur. – 18 Tropen: Nr. 5, 6, 7, 14, 18, 19, 21, 22, 24, 25, 31, 32, 33, 35, 36, 37, 38, 40;
- Tropen, deren Hexachorde nicht ihre eigene Umkehrung sind und die auch keine erkennbaren transponierbaren (Dreiton-)Strukturen aufweisen. – 8 Tropen: Nr. 11, 12, 13, 20, 23, 26, 27, 43;

Bei den spiegelgleichen Tropen, die in beiden Hälften transponierte Dreitongruppen aufweisen (Nr. 2, 3, 9, 30, 39, 42) ist die Dreitongruppe des ersten Hexachordes im zweiten in gespiegelter Form, aber nicht in ihrer Originalgestalt darstellbar. Bei den Tropen 28 und 29 ist die Dreitonstruktur in beiden Hexachorden identisch und kann nicht im Spiegel dargestellt werden. Bei den Tropen 1, 4, 10, 17, 41 und 44 kann eine in beiden Tropenhälften identische Dreitonstruktur beliebig gespiegelt oder transponiert dargestellt werden. Bei den übrigen Tropen (15, 16 und teilweise 8) sind die möglichen Dreitongruppen in den Hexachorden unterschiedlich.
Es ergibt sich aus der Logik des zwölftönig-chromatischen Tonsystems, dass bei einer Trope, bei der ein Hexachord in sich symmetrisch ist, die zweite Tropenhälfte auch durch sich selbst umkehrbar ist. Aus diesem Grund existiert nicht die Kategorie „Spiegelung innerhalb eines Hexachordes“.
Bei den Kategorien, die eine Transposition innerhalb eines oder beider Hexachorde angibt, lässt sich die Möglichkeit nicht völlig ausschließen, dass es über die oben genannten hinaus noch weitere Tropen gibt, bei denen diese Eigenschaft bislang noch nicht entdeckt wurde.
Die Tropen Nr. 1, 4, 10, 17, 41 und 44. scheinen auf zwei Ebenen wiederholt auf. In ihnen finden sich beide Symmetrieformen (Transposition und Spiegelung) zugleich, und zwar sowohl auf der Hexachordebene als auch bei der Betrachtung der Tropenhälften für sich. Bezugnehmend auf die Terminologie beim Hauer-Schüler Victor Sokolowski (1911–1982) wären diese sechs „polysymmetrisch“, im Sinne einer Symmetrie auf mehreren Ebenen.
Insgesamt wird aus der oben erfolgten Zusammenstellung ersichtlich, wie komplex das Tropensystem ist und wie schwierig sich eine eindeutige morphologische Einteilung gestaltet, da sich weder eine ausschließende noch eine einschließende für sich alleine genommen als vollständig erweist. So scheint nur eine Kombination aus ex- und inklusiver Betrachtung, wie hier vorgenommen, optimal zu sein.
Für Tropen mit transponierenden Hexachorden verwendete Hauer das Adjektiv „widergleich“. Für Tropen mit gespiegelten Hexachorden kann in Bezugnahme auf die Tropen-Morphologie bei Othmar Steinbauer (1895–1962) der Begriff „spiegelgleich“ herangezogen werden (obgleich dieser das Wort unter einer anderen Bedeutung verwendete). Das Begriffspaar „widergleich“ – „spiegelgleich“ wird, was für die Tropentechnik zweckmäßig ist, nur im Hinblick auf das Verhältnis der beiden Hexachorde einer Trope angewandt. So können diese beiden Begriffe zur Beschreibung der Tropeneigenschaften auf der Hexachordebene herangezogen werden. Folglich gibt es:
- 8 widergleiche Tropen (1, 4, 10, 17, 28, 29, 41, 44),
- 19 spiegelgleiche Tropen (1, 2, 3, 4, 9, 10, 11, 12, 13, 17, 26, 27, 30, 34, 39, 41, 42, 43, 44) und
- 6 Tropen, die widergleich und zugleich spiegelgleich sind (1, 4, 10, 17, 41, 44).

## Zur Anzahl von 44 Tropen
Die Anzahl von genau 44 Tropen ergibt sich zwingend aufgrund von strukturellen Gegebenheiten der Hexachorde. 44 Tropen entsprechen insgesamt 88 Hexachordpaaren. Während die acht widergleichen Tropen aus zweimal derselben (aber um je ein bestimmtes Intervall transponierten) Hexachordstruktur gebildet werden, bestehen 36 Tropen aus zwei verschiedenen Hexachorden. Somit bestätigt sich die Zahl von 80 existierenden Hexachordstrukturen im Zwölftonsystem, abzüglich aller möglichen Transpositionen und Umlegungen von Tönen. Möchte man diese einberechnen, so wäre zu bedenken, dass von diesen 80 Hexachorden wiederum 75 je zwölf Transpositionsmöglichkeiten besitzen. Fünf Hexachorde sind indessen – im Sinne Messiaens – nur begrenzt transponierbar (Hauer spricht in diesem Zusammenhang von "Tongeschlechtern"): Die Hexachorde der widergleichen Tropen 4, 17 und 44 haben jeweils sechs, vier, bzw. zwei Transpositionsmöglichkeiten. Die beiden Hexachorde der nicht-widergleichen Trope 39 haben je sechs Transpositionen. So ergibt die Rechnung 75 · 12 + 3 · 6 + 4 + 2 = 924. Diese Zahl gibt Hauer als die Gesamtsumme aller möglichen Tongeschlechter an, womit die Summe aller Transpositionsmöglichkeiten aller möglichen Hexachorde ausgedrückt wird. Hieraus errechnet sich nun die Gesamtzahl der möglichen Zwölftonreihen, wenn man die Tropen als Kombination zweier Hexachorde mit einbezieht: 924 · 6! · 6! = 924 · 720 · 720 = 479001600 = 12!